# Joshua Brookes

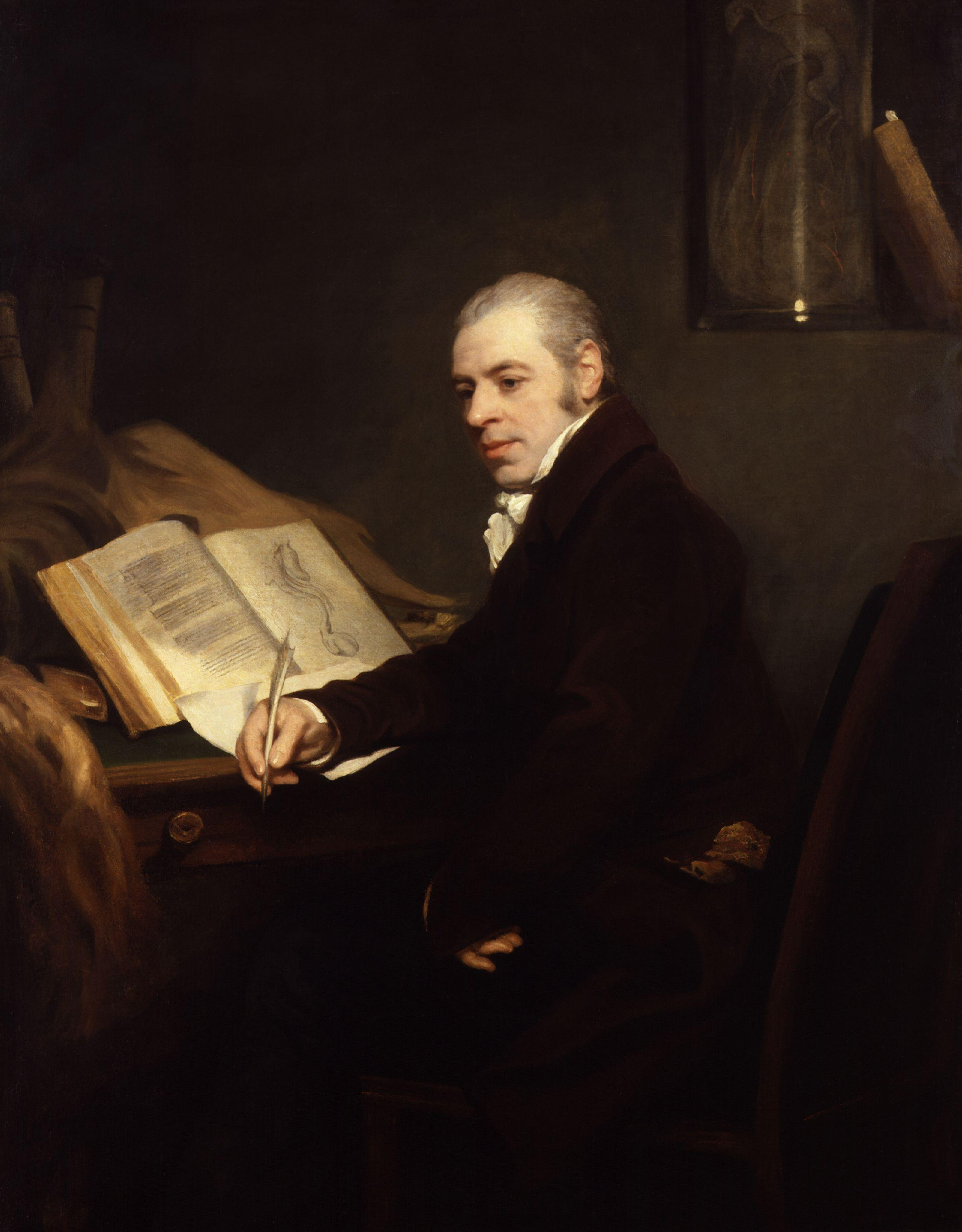
Joshua Brookes, vẽ bởi Thomas Phillips, 1815

Joshua Brookes (24 tháng 11 năm 1761 – 10 tháng 1 năm 1833) là một nhà giải phẫu học và tự nhiên học người Anh.

## Thời niên thiếu
Brookes học tập dưới sự dạy dỗ của William Hunter, William Hewson, Andrew Marshall, và John Sheldon, tại London. Sau đó ông tham gia hành nghề cùng với Antoine Portal và các bác sĩ phẫu thuật xuất chúng khác tại Hôtel-Dieu de Paris.

## Bảo tàng Brookesian
Brookes trở thành giáo viên giải phẫu học tại London, và là nhà sáng lập ra Bảo tàng Giải phẫu So sánh Brookesian.

## Cuối đời
Được bầu là một Hội viên Hội Hoàng gia vào năm 1819, Brookes nghỉ dạy học vào năm 1826 vì sức khỏe không tốt. Sau khi cố gắng giải quyết trọn vẹn bộ sưu tập của bảo tàng một cách không thành công, ông đành bán chúng rời rạc. Lượt bán cuối cùng diễn ra vào 1 tháng 3 năm 1830, vào 22 ngày kế tiếp. Ông qua đời 10 tháng 1 năm 1833, tại Phố Great Portland, London.

## Tác phẩm
Brookes là người đầu tiên đặt Báo săn vào chi riêng của nó, chi mà vào năm 1828 ông đặt tên là Acinonyx.
Các tác phẩm được xuất bản của ông bao gồm:
- Lectures on the Anatomy of the Ostrich (The Lancet, vol. xii.);
- Brookesian Museum, 1827;
- Catalogue of Zootomical Collection, 1828;
- Address to the Zoological Club of the Linnean Society, 1828;
- Thoughts on Cholera, 1831, đề xuất về việc giữ gìn vệ sinh; và
- một mô tả của một chi mới thuôc Bộ Gặm nhấm (Trans. Linn. Soc., 1829).

Tên chi Brookesia được đặt nhằm vinh danh Joshua Brookes.